# ATG Javelin
O ATG Javelin foi um pequeno jato executivo de alta performance desenvolvido pelo Aviation Technology Group (ATG). Planejado para receber a certificação CFR 14 (parte 23) da FAA, o desenho do Javelin lembrava um avião de caça, o que é incomum nos jatos civis. O primeiro modelo foi denominado Javelin MK-10 e destinava-se ao uso civil. Um modelo militar, derivado do MK-10, denominado Javelin MK-20, foi desenvolvido em cooperação entre o ATG e a Israel Aerospace Industries (IAI) com a expectativa de cumprir o papel de jato para treinamento de pilotos de caça de várias forças aéreas. O primeiro protótipo do MK-10 alçou voo em 30 de setembro de 2005.
O desenvolvimento do Javelin foi interrompido em dezembro de 2007, após o ATG não conseguir os 200 milhões de dólares estadunidenses necessários para financiar o continuado desenvolvimento do avião. O ATG declarou falência em 2008.
Aviões similares
- Bede BD-10
- Viper Aircraft ViperJet